# Кубок Ліхтенштейну з футболу 1952—1953
Кубок Ліхтенштейну з футболу 1952—1953 — 8-й розіграш кубкового футбольного турніру в Ліхтенштейні. Титул здобув Вадуц.

## Фінал
| 13 вересня 1953 |

| Вадуц | 4–2 | Трізен |
| ----- | --- | ------ |
|       |     |        |

| Вадуц |